# Thereva flavopilosa
Thereva flavopilosa är en tvåvingeart som beskrevs av Krober 1914. Thereva flavopilosa ingår i släktet Thereva och familjen stilettflugor. Inga underarter finns listade i Catalogue of Life.